# Lycosa russea
Lycosa russea là một loài nhện trong họ Lycosidae.
Loài này thuộc chi Lycosa. Lycosa russea được Ehrenfried Schenkel-Haas miêu tả năm 1953.